# Unic
Unic (Юнік) — колишнє французьке підприємство, виробник автомобілів та автобусів. 
Засноване 1905 року. Штаб-квартира була розташована в місті Пюто. У 1952 році компанію купує фірма Simca. У 1938 році компанія припинила виробництво легкових автомобілів.

## Жорж Рішар. Заснування компанії. Початок виробництва автомобілів
Восени 1904 року Жоржа Рішара відвідує його друг — барон Анрі де Ротшильд (22 грудня 1900 року саме він став володарем першого автомобіля марки «Mercedes»). Рішар якраз йшов на поправку після аварії в гонці і поскаржився на той факт, що Анрі Бразьє по-рейдерськи позбавив його бізнесу. Барон погоджується підтримати Рішара з відкриттям нової справи, таким чином де Ротшильд для початку дає солідну суму. У жовтні Жорж Рішар засновує компанію Georges Richard et Cie, а незабаром барон дарує йому автомобільний завод у Пюто, побудований в 1900 році, на якому вже встигли виробляти свою продукцію, канувши в небуття за такий короткий термін, автомобільні фірми Bardon і Pascal. У лютому 1905 року Жорж повертає в свій бізнес старшого брата Макса, Бразьє намагався було заборонити їм використовувати їхнє прізвище як торгову марку, але Рішари виграють справу в суді, проте вони вирішують перейменувати компанію в Société Anonyme des Automobiles Unic, а автомобілі отримують торгову марку Unic. Але тим не менш на емблемі продукції посередині було написано великими літерами назву марки — Unic, а зверху було написано ім'я засновника компанії. Слово «Юнік» означає «унікальний». У лютому починається виробництво першого автомобіля цієї марки — двоциліндрового Type A1 10CV з 1.8 л двигуном, з 3-ступінчастою коробкою передач і карданним приводом, через кілька тижнів дебютують ще дві моделі — Type A2 12CV і Type B1 14CV, обидві з 4-циліндровим мотором, перший був об'ємом 2 л, а другий — 2.6-літровий.

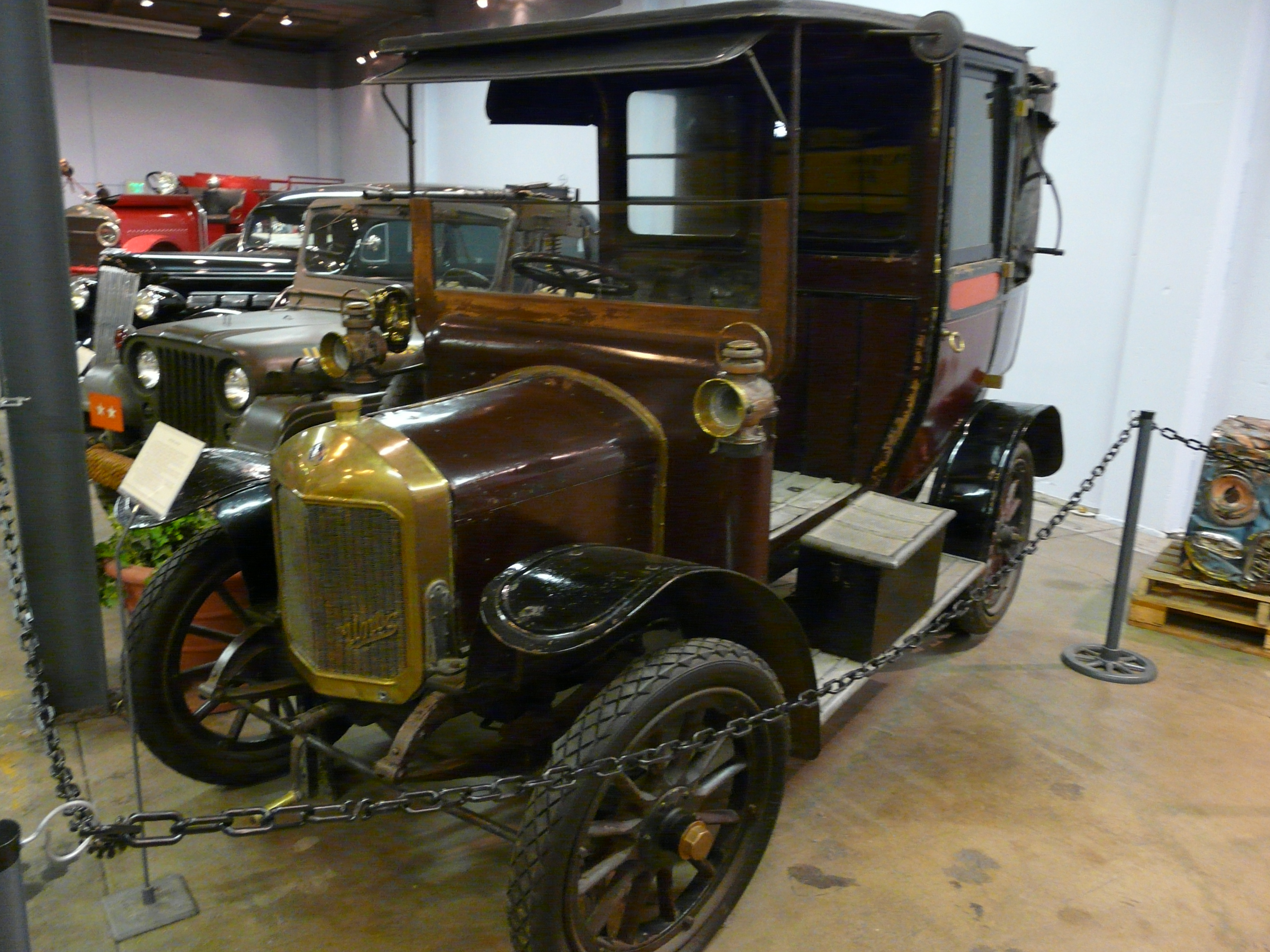
Unic Type C1 12CV Taxi

Незабаром Жорж Рішар наймає ще двох Жоржів — Дюбуа і Дансетта, першого як директора, другого — на роль директора випробувального відділу, як головний інженер запрошується Жюль Соломон. Невеликий колектив з несамовитістю береться за роботу, до 1906 року підготовляється цілий ряд моделей: 2-циліндровий Type C1 12/14HP, чотирициліндрові Type B2 14HP і Type F1 24/30HP з 3.8 л мотором. Головним плюсом цих машин стає уніфікація основних вузлів 2- і 4-циліндрових моделей, машини мали спільні: раму, радіатор, коробку передач і капот. Рішар намагався відповідати смакам всіх верств покупців і, щоб залучити в ряди клієнтів не тільки товстосумів, а й людей з невеликим достатком, спільно з Жаком Бізе (сином відомого композитора) і Х'ю Сітроеном (братом Андре Сітроена) створює компанію «Banque automobile», обидва пани були великими спеціалістами в лихварстві. Цей банк і спонсорував покупки автомобілів марки Unic, причому не тільки у Франції, але і за її межами, ставши першим кредитним підприємством, що продавало автомобілі в лізинг, що позначається на обсязі продажів автомобілів. Попутно розвивалася і дилерська мережа, автомобілі пропонувалися не тільки у Франції, але також у Росії та Норвегії, чи в таких екзотичних країнах, як Єгипет або Бразилія. Але головний успіх чекав фірму в 1907 році у Великій Британії. «General Cab Company» замовляє цілу партію в 400 таксі-кебів на базі моделі Type C1 12/14HP, французи не вперше будували їх, оскільки ще роком раніше партію таксі замовили компанії з Парижа і Монте-Карло.
Управляв таксокомпанією, що купила французькі машини, Волтер Бентлі, який стояв біля керма фірми два роки, поки не пішов звідти, створивши разом з братом компанію Bentley & Bentley Ltd. Вже після відходу Бентлі з таксомоторного бізнесу, тобто до 1910 року, Unic поставила в Лондон свій 1400 таксі-кеб. Французькі таксі-кеби ще 20 років закуповувалися англійцями, закуповувалися вони й до того моменту, як Unic поставила свої перші шасі для таксі в Англію. Перші наймані вози з'явилися в Лондоні в 1634 році, називалися вони «Хакні коач», це були особисті карети панів, які хотіли поліпшити своє матеріальне становище шляхом візництва. Назва «Хакні» походить від нормандського «hacquenée» і означає «найманий кінь». 1823 року в Лондоні з'являються двоколісні кабріолети, закуплені у Франції, для стислості ці вози стали називати кебами (cab), а через 10 років цей вид возів став домінуючим серед візників столиці Британії. 1897 року з'явилися перші моторизовані кеби, це були електромобілі конструкції Волтера Берсі, які виявилися занадто дорогими і ненадійними, так що від електро-кебів відмовилися в 1900 році, знову замінивши їх на кінну тягу. Кінні екіпажі домінували на вулицях британської столиці до 1903 року, коли була закуплена партія кебів з Франції марки Prunel. Британські виробники намагалися створити свої кеби, і навіть американець Генрі Форд зважився було продавати лондонцям свій Ford Model B, однак у підсумку всі спроби закріпитися на ринку «таксовізків» і у місцевих ділків і у Форда провалилися. General Cab Company замовляє 500 кебів у фірми Renault в 1906 році, а через рік тендер на поставку виграє фірма Unic, яка до 1914 року стає ексклюзивним і єдиним постачальником таксі-кебів для Лондона. Тільки в 1929 році англійці змогли завоювати довіру лондонських таксоперевізників і почати поставки своєї продукції, витіснивши французів з цієї ніші ринку, а останній Unic був відправлений лондонськими таксистами на пенсію в 1952 році.

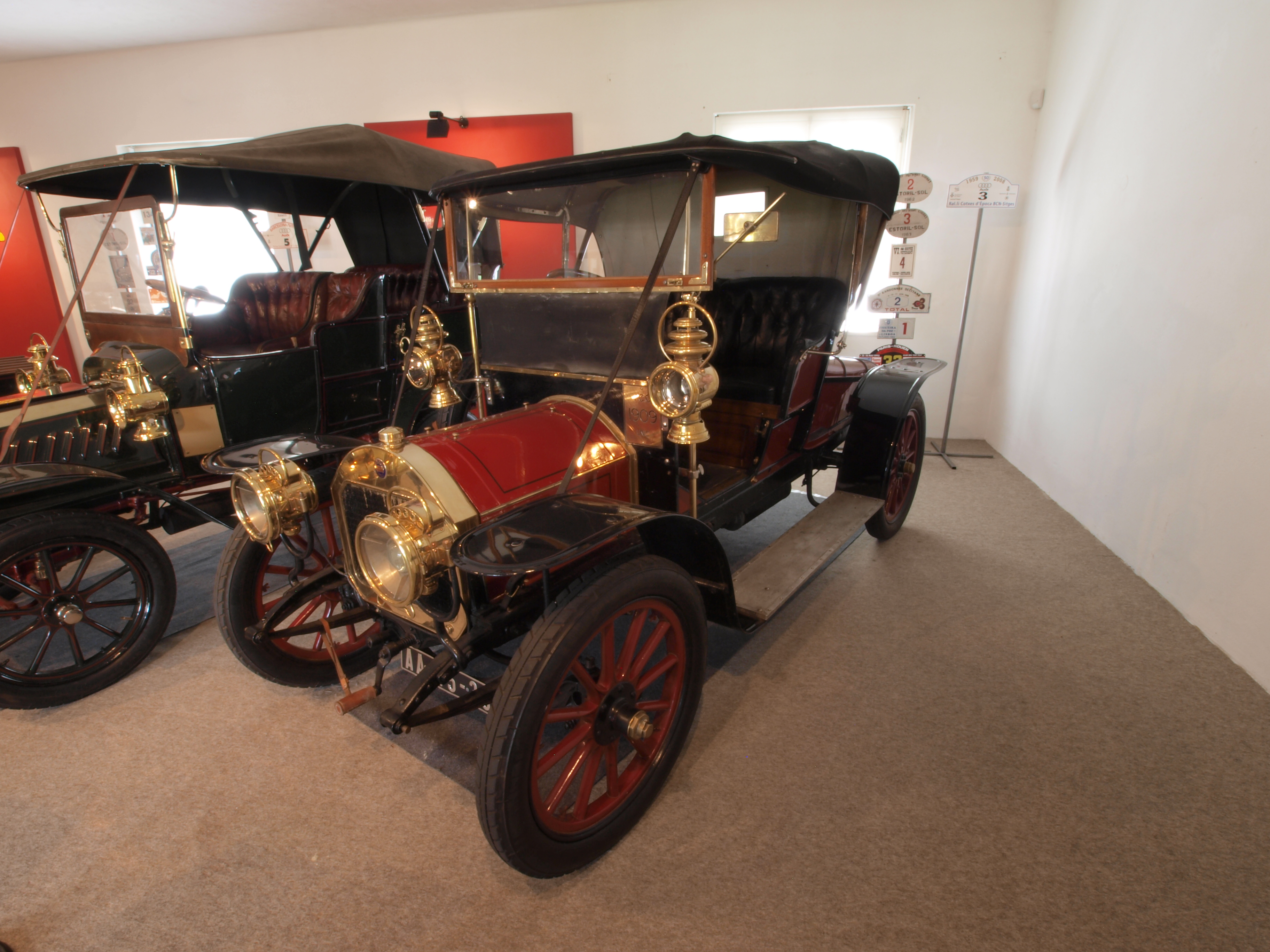
Unic Type C7T 12/14HP

У 1908 році з'являється 6-циліндрова модель D1 25/35HP з 4.1 л двигуном, завдяки довгій базі ця модель часто використовувалася як карета швидкої допомоги. 1910 року Жюль Соломон до великого розчарування Жоржа Рішара залишає компанію, оскільки не без допомоги Жака Бізе той вирішує створити власну автомобільну компанію «Le Zèbre». Восени 1911 року з'являється нова модель Туре C7. Цей автомобіль пропонувався з однією довжиною колісної бази шасі і двома двома варіантами потужності одного і того ж 2.1 л двигуна: 12/14HP і 16HP, потужність розрізнялася завдяки різним налаштуванням карбюратора, а відрізнити моделі можна було по випускному колектору, вірніше по стороні його розташування, задня підвіска з 3/4-еліптичними ресорами була забезпечена гідравлічними амортизаторами. Тоді в основній своїй масі використовувалися фрикційні амортизатори.

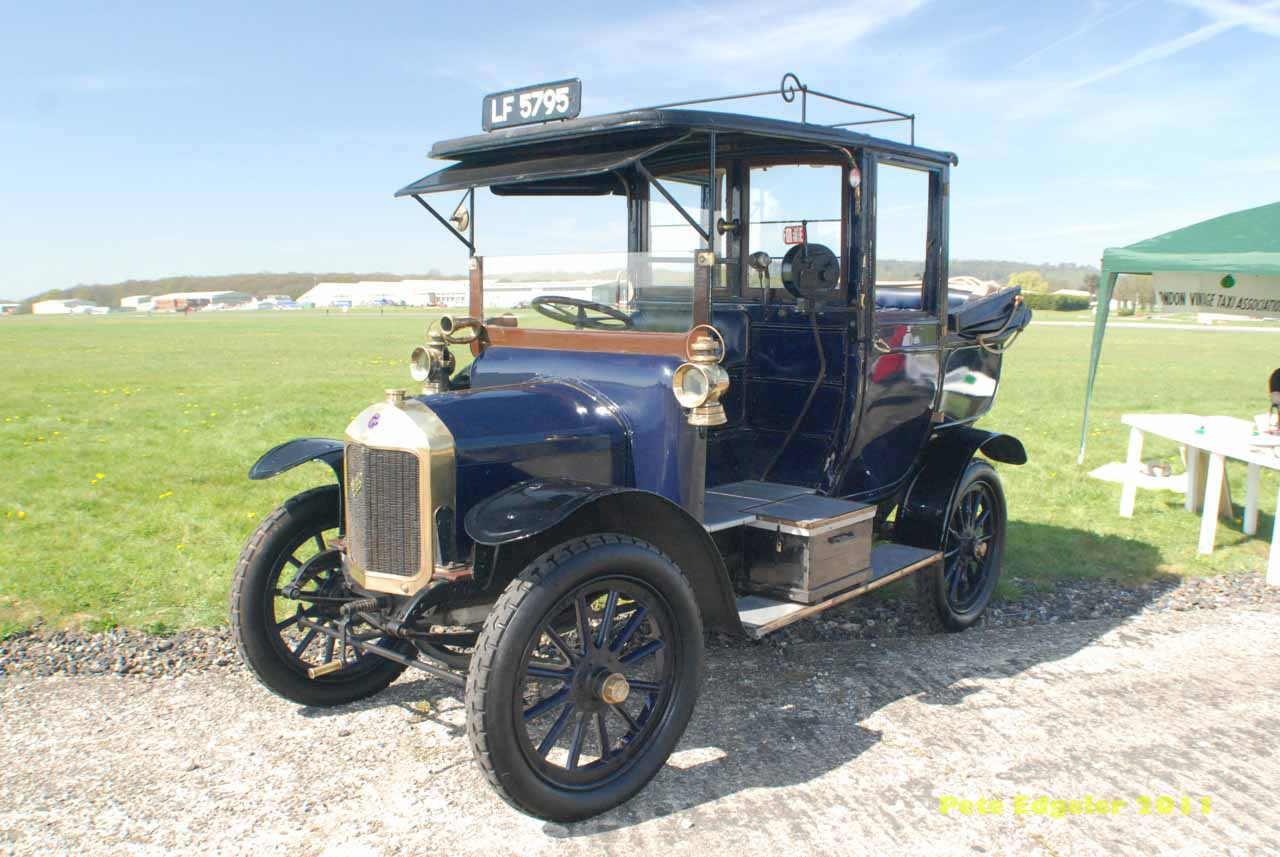
Unic Type C9F 12/16HP Taxi

Крім неї пропонувалися наступні моделі: J1 і J2 7/10CV, які один від одного відрізнялися тільки довжиною колісної бази: 3,20 і 3,37 м, об'єм 4-циліндрового мотора з бічними клапанами у них був ідентичний — 1.5 л, потужністю в 9 к.с., двигун цієї невеликої моделі був оснащений запалюванням від магнето фірми Bosch, змащенням під тиском, термосифонним охолодженням, коробка передач з карданним приводом мала 4 ступені. Не дивлячись на уявну слабкість двигуна машина, що важила менше тонни (з кузовом), спокійно могла розганятися до 60 км/год, версія, виготовлена під потреби таксофірм, мала за традицією приставку в назві моделі у вигляді букви F. Також клієнти могли придбати моделі: Туре B8 17CV з 4-циліндровим 3.3 л мотором, і Туре В8 24CV з 4-циліндровим 3.8 л двигуном. Всі машини з 1912 року мали цікаву особливість — їх оснащували захистом днища, який, по-перше, вберігав вузли від пилу і каменів, по-друге, захист оберігав від попадання на дорогу крапель мастила, які були частим явищем в той час. 1913 року модель Туре C7 змінюється новою моделлю Туре C9 12/16HP, яка у версії таксі мала індекс Туре C9F. У тому ж році син Жоржа — Жан Рішар вирушає до США для ознайомлення з масовим виробництвом автомобілів, відвідавши підприємство Генрі Форда, Рішар молодший зрозумів, що батькові було не по силах виробляти таку ж кількість машин, як американцям, а тому радить батькові переключитися на виробництво суто вантажних автомобілів, проте Жорж пропустив всі вмовляння повз вуха.
З початком Першої світової фірма переходить на випуск амуніції, сильно скоротивши штат своїх співробітників, за час військових дій компанія збирає всього 75 карет швидкої допомоги для потреб армії, а виробництво легкових автомобілів зводиться нанівець.

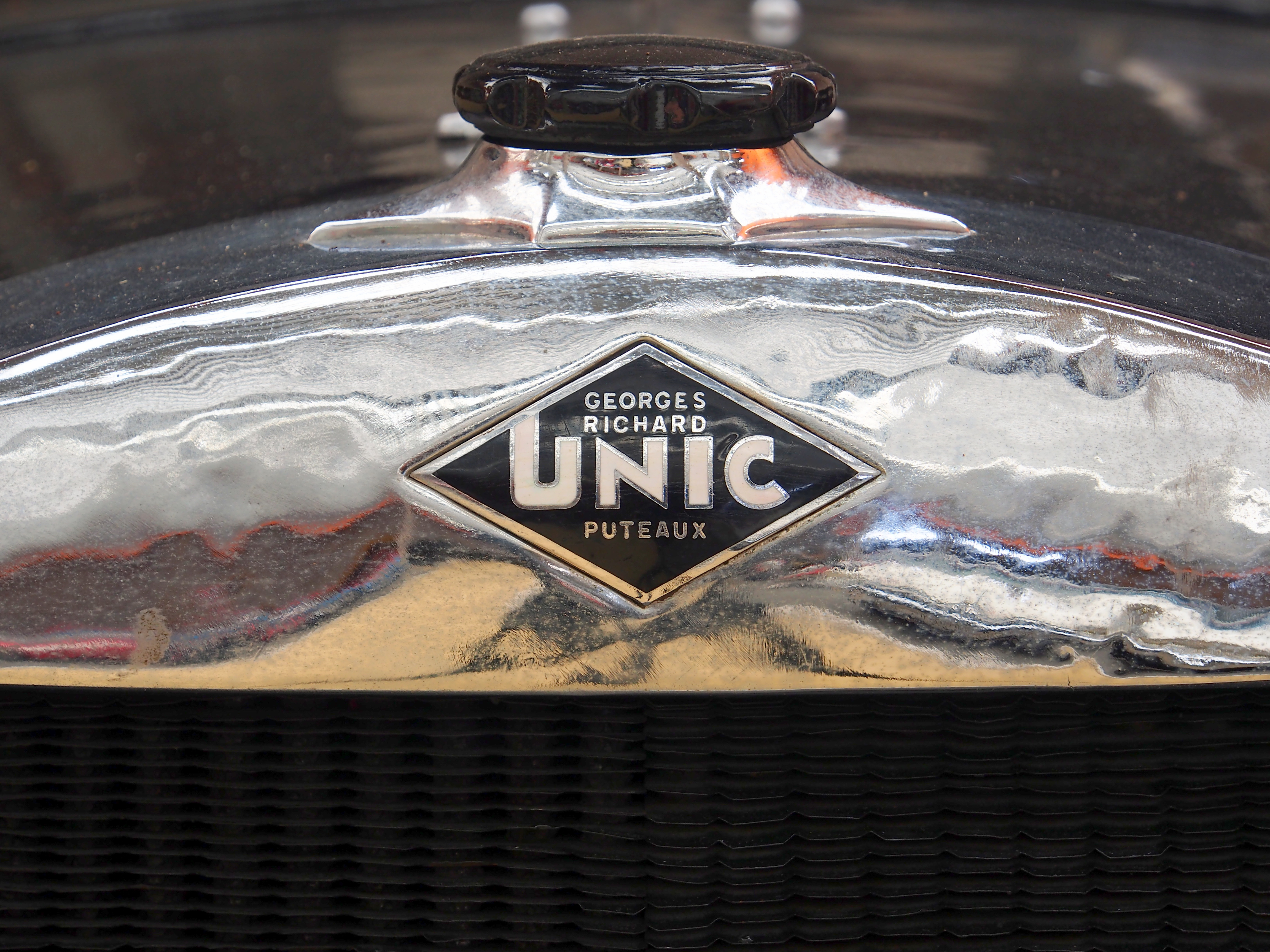
Логотип Unic

6 і 7 вересня 1914 року відбувався бій німецької армії з англійськими та французькими військами біля річки Марн, за наказом генерала Жозефа Гальєні наймається 600 таксі-кебів, що належали компанії «Compagnie française des automobiles de place», вона ж Taxis G7, крім таксі також наймається кілька вантажівок місткістю в 20-30 чоловік. Таксисти стали перевозити зі столиці розквартировану там 7 піхотну дивізію генерала Едгара де Трентіньяна на полі бою до Марну, а це відстань трохи більше 50 км. Таксі-кеби компанії перевезли більше 6000 солдатів, але на загальному тлі чисельності французької армії, що знаходилася на лінії фронту, ця кількість мізерна і на хід бою не вплинула (хоча французи з великими втратами і дали відсіч німцям). Але сам факт використання таксі для десанту військових став знаменним, давши зрозуміти, наскільки важливий автомобіль для військових маневрів, адже багато держав дуже консервативно ставилися до моторизованої техніки, у тому числі і армійські чинуші США (під час Першої світової вони і поміняли свою точку зору, до цього генерали вважали головним транспортним засобом для транспортування мулів). Однак багато істориків згадують тільки про марку Renault і зокрема про модель AG-1, забуваючи про інші бренди, які також були в парку Taxis G7 і які брали участь в перевезенні 7 дивізії. Господар компанії — граф Андре Валевські (нащадок імператора Наполеона Бонапарта), непогано отримав з цього заходу, оскільки таксі-кеби перевозили вояк не з патріотичних намірів, а по таксометру, причому рахували кілометраж туди і назад, оскільки з поля бою вони везли поранених в госпіталі Парижа.

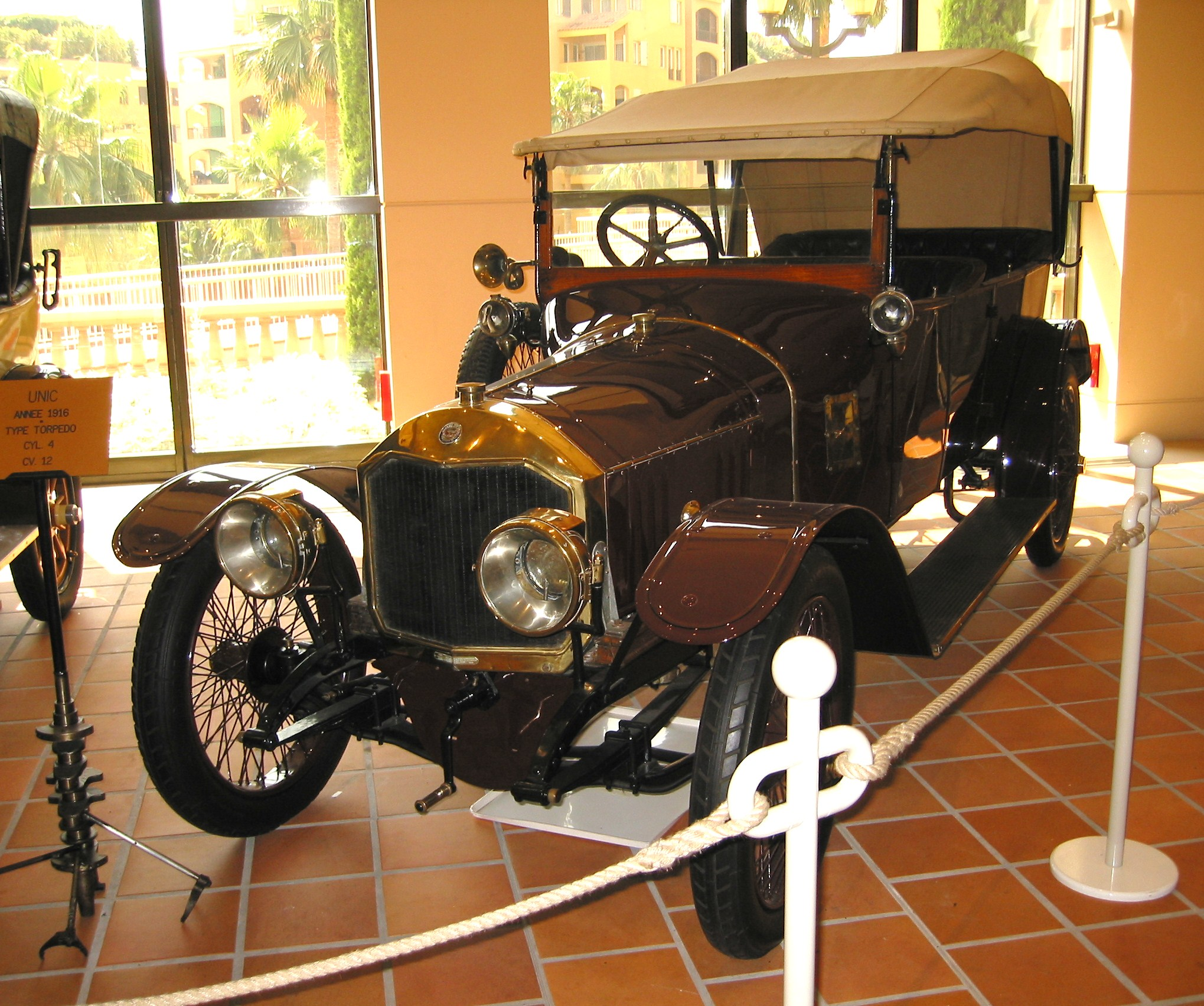
Unic Type J3 7/10CV

Після війни поновлюється виробництво автомобілів, зокрема Type J3 7/10CV, яка була модернізацією довоєнного Type J2, двигуни цих машин тепер мали моноблочну конструкцію, а спицьовані колеса змінюються колесами артилерійського типу.

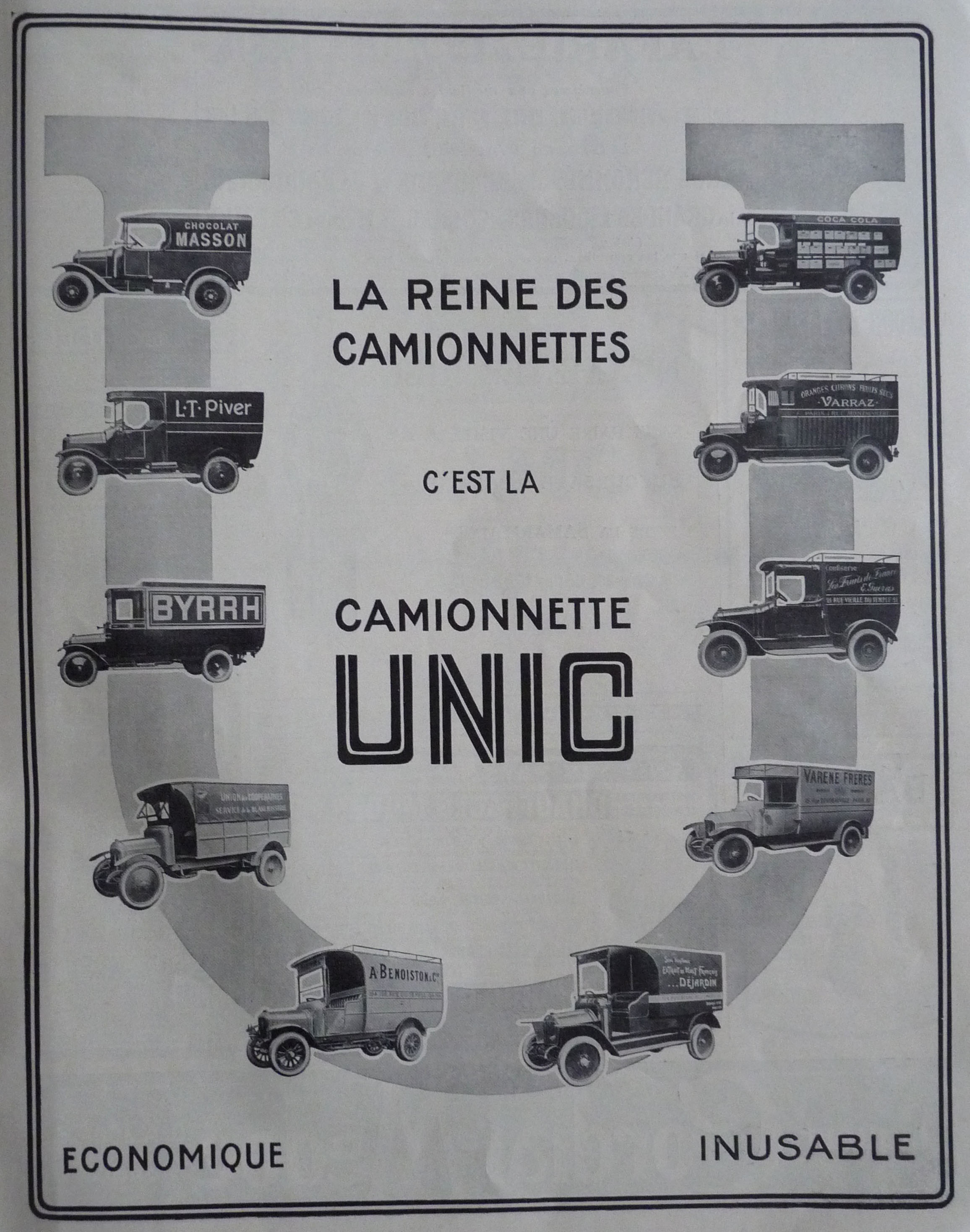
Вантажні автомобілі Unic

До 1922 року Рішар готує нову модель Type L 10CV з 1.8-літровим двигуном, оснащеним бічними клапанами. 8 червня 1922 року Жорж Рішар їде в Руан в особистих справах, попутно випробовуючи гальмівну систему з тросовим приводом всіх чотирьох коліс, по дорозі він проколює колесо і зупиняється біля узбіччя для заміни колеса. Однак ґрунт виявився м'яким і машина сповзає на Рішара, який тепер мав травму тазу, яка нагадувала про себе, після визволення його з-під автомобіля він опиняється в критичному стані. Родичі вирішують терміново доставити його в Париж, проте місцевий хірург запевняв, що він впорається з його лікуванням і вирішує оперувати його на місці. Під час операції Жорж Рішар вмирає, багато хто звинувачував хірурга в гонитві за дешевою славою.

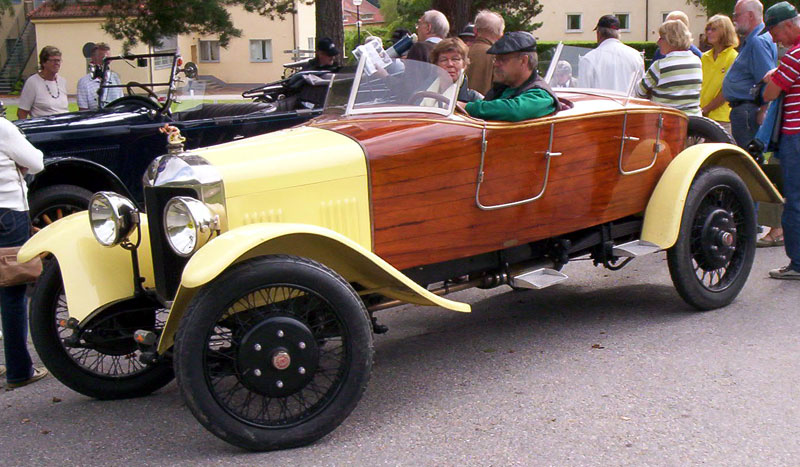
Unic Type M2R 10CV з кузовом дубль-фаетон

Після того, як Рішара не стало, його місце займає його сподвижник Жорж Дюбуа, той вирішує пустити в серію модель, яка відняла життя його колишнього боса, крім цього через рік в серію запускається і спортивний варіант цієї моделі — Type L3T3 Sport 11CV з 2-літровим двигуном, потужністю 34 к.с., з яким машина могла розганятися до 100 км на годину. Модель L1 стала основою і новому таксі-кебу Type L11DE 10CV, який оснащувався 4-циліндровим 1.8 л двигуном і 4-ступінчастою коробкою передач, пропонувалася ця модель до 1934 року. Модель Туре J3 в цей період модернізується і перейменовується в Type M2, крім цього фірма починає більш менш масово виробляти легкі вантажні та інші комерційні автомобілі, первістком був 3-тонний M5C.

## Unic у складі об'єднання S.A.E.G

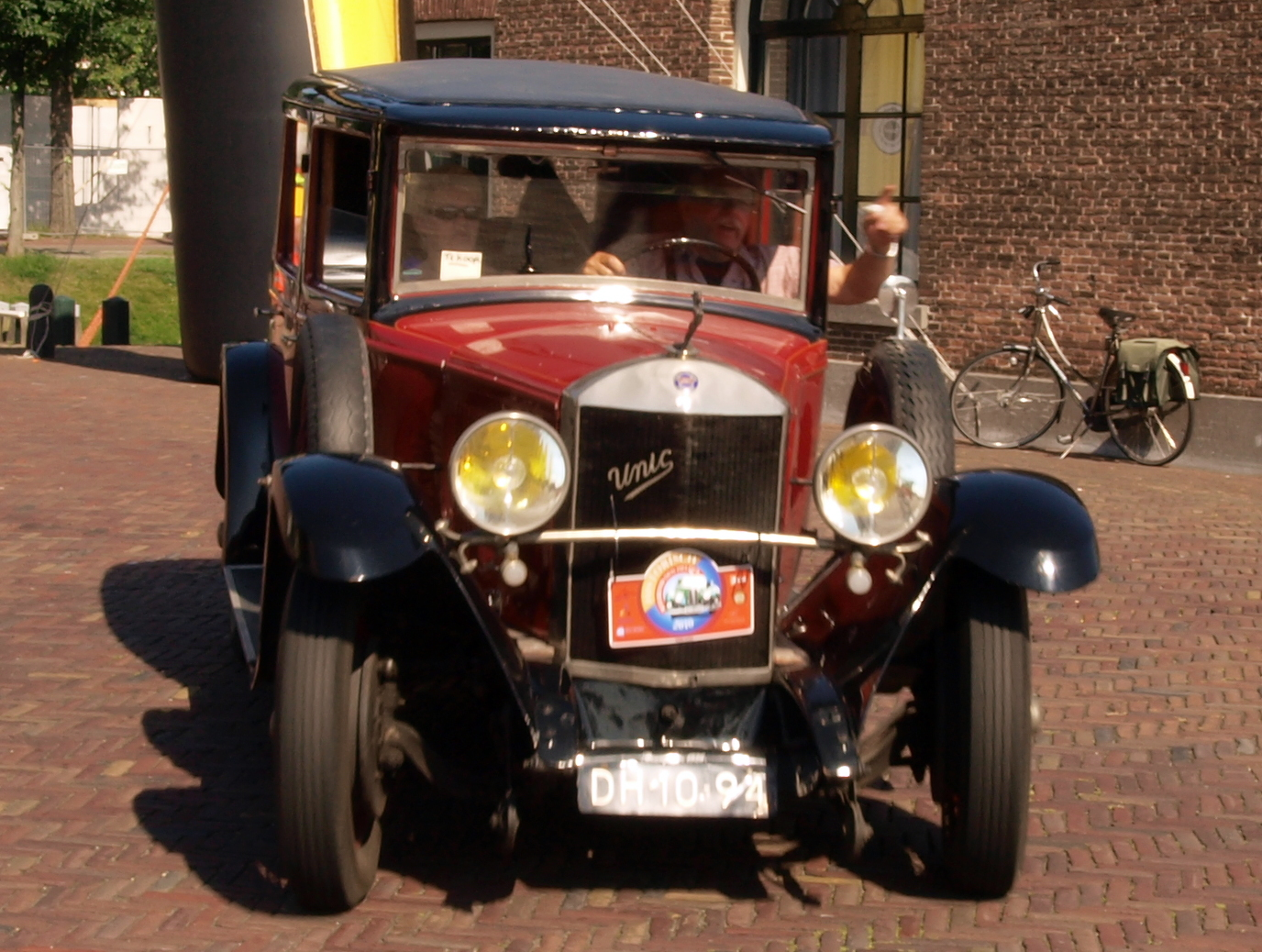
Unit Type L61 11CV Torpedo

У 1926 році в модельному ряду легкової серії залишається тільки серія Type L, в 1927 році Delahaye і Chenard-Walker об'єднують свої зусилля, щоб протистояти компанії Citroёn, яка була наймасовішим виробником у Франції і вела агресивну цінову політику, до них приєднується і компанія Unic. 1927 року з'являється модернізована версія колишньої моделі — Туре L61 з підсилювачем гальм системи Перро. Ще через рік на ринок виводять Туре L91, підсилювач гальм на якій тепер був власної конструкції, ця модель пропонувалася клієнтам на вибір або з лівим, або з правим розташуванням рульового колеса.

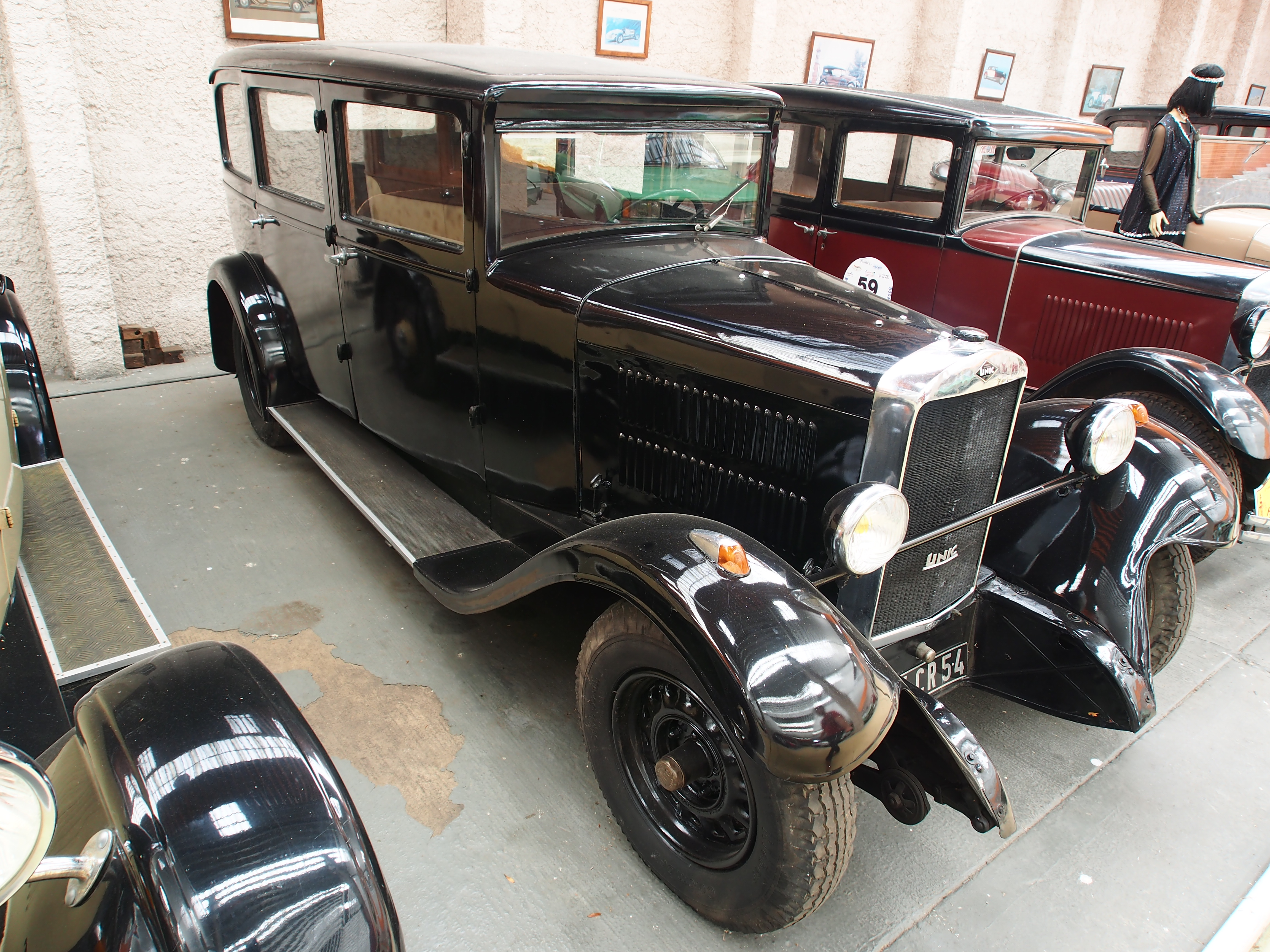
Unic Type 11CV Torpedo

У 1929 році в конгломерат компаній приєднується компанія Rosengart, але влітку того ж року Unic, намагаючись зберегти свою індивідуальність, виходить з союзу. Тоді ж у виробництво запускається 8-циліндровий флагман фірми, підготовлений інженером Марзлоффом, — Туре Н1 14/15CV з 2.5 л двигуном, мотор цієї машини мав верхнє розташування клапанів, трансмісія у цієї моделі була 4-ступінчастою. До початку 1933 року 8-циліндрова модель перейменовується в Type H3 15CV, а об'єм двигуна виростає до 2.65 л, а вже в жовтні того ж 1933 року виготовляють останній 8-циліндровий легковий автомобіль цієї марки.
Восьмициліндровий, комерційно вдалий, автомобіль був замінений новою машиною. У жовтні 1933 року на конвеєр стає спроєктована Клеменом і Марзлоффом нова модель Type U4 10CV з 1.8 л мотором і 11CV з 2-літровим 4-циліндровим мотором від моделі Туре L, агрегатувалися ці мотори з 4-ступінчастою коробкою передач. Однак, не дивлячись на старий мотор, який вів своє конструктивне походження з довоєнних часів, у машини малося абсолютно нове шасі з низькими мостами, та до того ж незалежною підвіскою передніх коліс, яка була схожа за конструкцією з підвіскою автомобілів марки Delahaye, підвіска Type U складалася з напівеліптичних ресор і двох хрестоподібних важелів, а додатковий комфорт пасажирам забезпечували амортизатори, які мали автоматичне термостатичне регулювання. У березні 1934 року з'являється потужніша модель U6 17CV з 6-циліндровим 3-літровим двигуном з алюмінієвою головкою і верхнім розташуванням клапанів, оснащений двома карбюраторами Zenith, мотор розвивав 85 к.с., що дозволяло цьому автомобілю розганятися до 125 км на годину. З початком виробництва нових моделей в 1934 році з каталогів зникає Type L, яка стала вже легендою серед таксистів, в тому числі і англійських, що протрималася у виробництві з другої половини 1922 року.
У 1934 році фірма також починає виробляти напівгусеничні вантажівки Р107 конструкції Кегресса, який до банкрутства фірми Citroёn працював там у вантажному відділенні. Цей француз працював в гаражі російського імператора Миколи Другого, створивши для нього гусеничні візки для їзди в зимову пору року, пізніше одним з автомобілів з гусеничним ходом марки Rolls-Royce користувався В. І. Ленін. А Кегресс після революції благополучно повернувся на історичну батьківщину, де створював подібні ж конструкції для інших фірм. Фірма Unic встигла поставити близько 2000 напівгусеничних транспортерів французьким військовим, в 1940 році вся ця техніка перейшла німцям, які включили напівгусеничні транспортери в 21 панцер-дивізію.

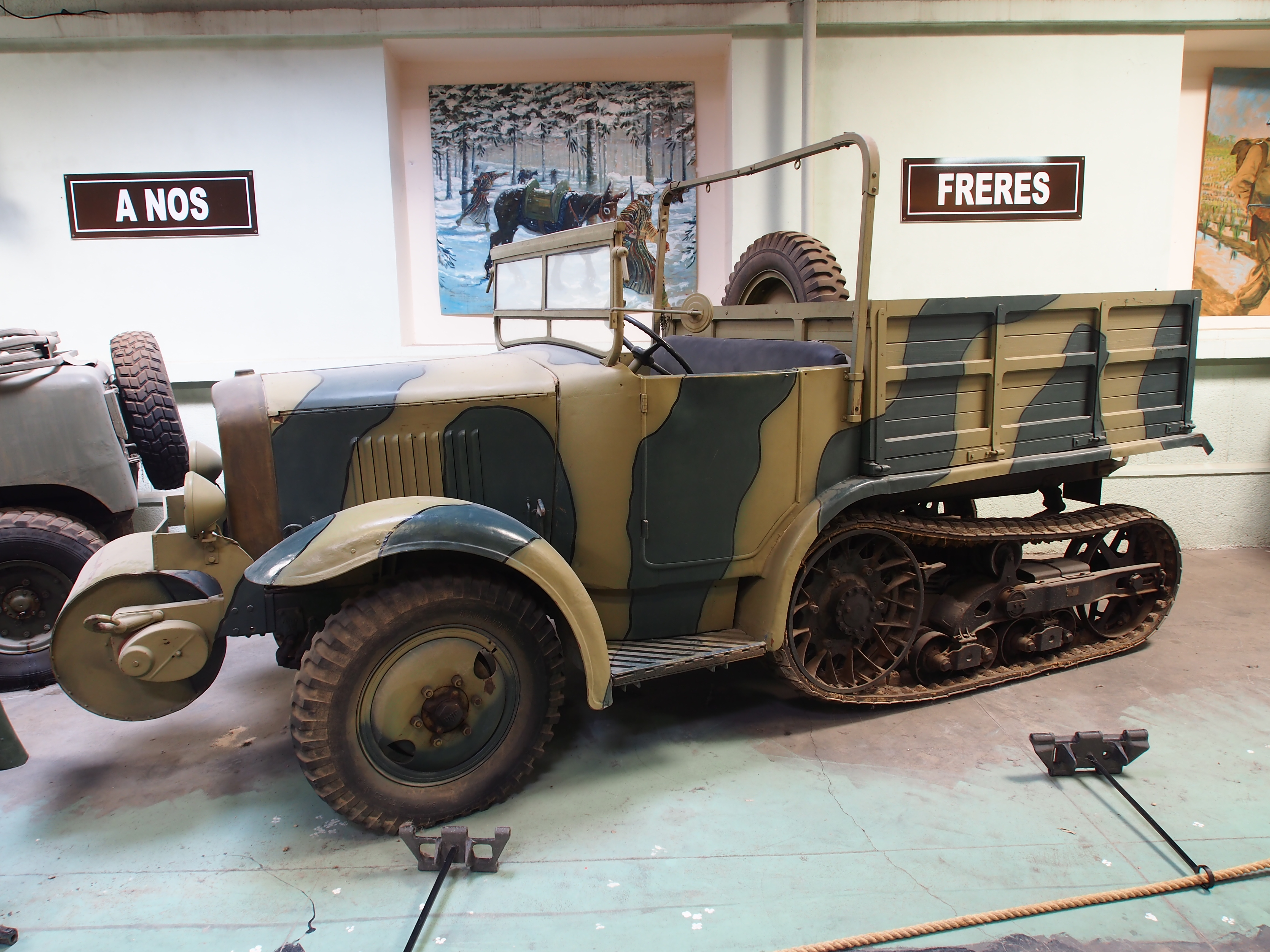
Unic P107

Щоб залучити клієнтів, Дюбуа вирішує оновити дизайн існуючих моделей, він запрошує дизайнера Фламініо Бертоні, що працював на фірму Citroёn, який і був автором дизайну Citroen Traction Avant. Туре U4B 12CV (2.15 л 4 циліндри і 55 к.с.) і U6B 17CV з 3-літровим 6-циліндровим мотором, що вийшли на ринок на кінець 1935 року, були схожі на Citroen TA. Машини мали м'які форми кузова, який був максимально низько розташований, за подобою «Сітроена» у автомобіля не було підніжок, різниця зводилася до того, що якщо у прообразу малася центральна стійка і петлі дверей були прироблені до неї, то у Unic середня стійка була відсутня і двері відкривалися у неї по типу стулок шафи, головною фішкою дизайну передка була наявність трьох вертикальних смуг на решітці радіатора. У салоні був відсутній тунель карданного валу, і це при тому, що машина була задньопривідною і з низько посадженим кузовом, а все завдяки тому, що на машині стали використовувати дворедукторний планетарний задній міст (плюс такої головної передачі був в тому, що кардан можна було прикріпити до мосту нижче, а не по центру корпусу). Топову 6-циліндрову модель обладнують гідравлічним приводом гальм, оскільки попередня модель вагою в дві тонни і з тросовим приводом гальм мала досить погану гальмівну динаміку, до того ж гальмівна гідравліка отримує підсилювальну систему, ще однією особливістю флагмана була наявність охолоджувача масла, масляний радіатор був вбудований в радіатор двигуна, що було інноваційною фішкою. З цього року як новинка клієнтам пропонувалася електромагнітна преселективна коробка передач фірми Cotal, причому ставилася вона серійно на всі моделі, тільки спортивну версію 6-циліндрової машини можна було оснастити звичайною механічною трансмісією. Кузови типу спорт-седан для цього модельного ряду поставлялися компанією Autobineau. Дочірнє підприємство старовинної фірми Letourneur et Marchand — Autobineau, було створене в 1924 році для масового виробництва кузовів, у той час як материнська контора випускала ексклюзивну продукцію, але для 6-циліндрової моделі пропонувалися й кузови від таких грандів як: самого Letourneur et Marchand (вироби цієї фірми мали свою характерну віконну лінію у вигляді летючою чайки, LM був основним постачальником кузовів для Delage), Binder, Manessius, De Villars, Chapron, Dubos або Pourtout, але все це були штучні твори.

## Припинення виробництва легкових автомобілів
1936 рік супроводжувався страйками і простоями заводу, але тим не менше це не завадило підготувати оновлення для наступного року. У березні 1937 року 4-циліндрова модель модернізується і перейменовується в Type U4D 12CV, вона отримує головку циліндрів з верхнім розташуванням клапанів, шестициліндрова машина тепер звалася Type U6C 17CV, її 3-літровий мотор залишався без змін. Зміни відбувалися переважно зовні, автомобіль отримує нове оформлення передка — ґрати у вигляді водоспаду. 1938 року у американських Plymouth з'являється аналогічний дизайн решітки. Загальна вага автомобілів також знижується, найбільший варіант худне аж на 300 кілограмів. Однак попит на легковики постійно падав через їхню високу ціну, так Type U6С коштував вдвічі дорожче 6-циліндрового схожого по дизайну Citroen TA 15CV, тому вантажний модельний ряд превалював над легковим, так що в липні 1938 року завод припиняє виробництво лінійки Type U, розпродаючи залишки зі складів протягом 1939 року.

## Закриття компанії
Під час війни фірма входить в конгломерат Groupement Français de l'Automobile, в якому крім Unic були Camions Bernard, Delahaye, Laffly і Simca. 1946 року поновлюється виробництво вантажівок і пікапів. 1951 року група GFA розпадається, і через рік компанію UNIC викуповує Анрі Теодор Пігоцці, глава фірми SIMCA, в 1958 році він перейменовує компанію в UNIC S.A.. 1966 року французька компанія SIMCA переходить під владу концерну Chrysler, а вантажну дивізію SIMCA Industries викуповує сім'я Аньєллі, і тепер компанія Unic входить в компанію Fiat France S.A.. 1974 року фірма перейменовується в Unic-Fiat S.A., а вже через рік вона входить до групи IVECO, продукція під маркою UNIC продавалася тільки у Франції і в Бельгії, але в 1984 році «унікальний» бренд йде у небуття, а завод, де виробляли вантажівки, перетворюється на склад запасних частин для вантажівок IVECO. 1992 року підприємство, яке все ще носило у назві слово UNIC, було остаточно перейменовано в IVECO FRANCE S.A..

## Список легкових автомобілів Unic
- 1905 — Unic Type A1
  - Unic Type A2
  - Unic Type B1
- 1906 — Unic Type C1
  - Unic Type B2
  - Unic Type F1
- 1908 — Unic Type D1
- 1911 — Unic Type C7
  - Unic Type J1
  - Unic Type J2
  - Unic Type B8
- 1913 — Unic Type C9
  - Unic Type G
- 1919 — Unic Type J3
- 1922 — Unic Type L
- 1923 — Unic Type L3T3 Sport
  - Unic Type M2
- 1927 — Unic Type L61
- 1928 — Unic Type L91
- 1929 — Unic Type H1
- 1933 — Unic Type H3
  - Unic Type U4
- 1934 — Unic Type U6
- 1935 — Unic Type U4B
  - Unic Type U6B
- 1937 — Unic Type U4D
  - Unic Type U6C